# Farra d'Isonzo

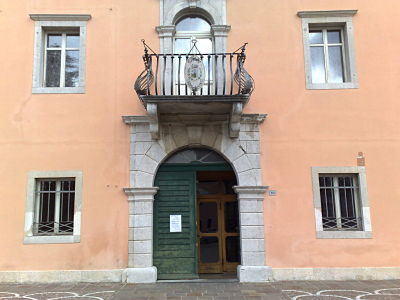
Gemeentehuis

Farra d'Isonzo is een gemeente in de Italiaanse provincie Gorizia (regio Friuli-Venezia Giulia) en telt 1730 inwoners (31-12-2004). De oppervlakte bedraagt 10,1 km², de bevolkingsdichtheid is 171 inwoners per km².
De volgende frazioni maken deel uit van de gemeente: Borgo Grotta, Mainizza, Villanova di Farra, Borgo dei Conventi, Monte Fortin, Borgo del Molino, Fossata.

## Demografie
Farra d'Isonzo telt ongeveer 721 huishoudens. Het aantal inwoners steeg in de periode 1991-2001 met 3,9% volgens cijfers uit de tienjaarlijkse volkstellingen van ISTAT.
| Jaar | Inwoneraantal |
| ---- | ------------- |
| 1991 | 1647          |
| 2001 | 1712          |

## Geografie
De gemeente ligt op ongeveer 46 m boven zeeniveau.
Farra d'Isonzo grenst aan de volgende gemeenten: Gorizia, Gradisca d'Isonzo, Mariano del Friuli, Moraro, Mossa, Sagrado, San Lorenzo Isontino, Savogna d'Isonzo.
Capriva del Friuli · Cormons · Doberdò del Lago · Dolegna del Collio · Farra d'Isonzo · Fogliano Redipuglia · Gorizia · Gradisca d'Isonzo · Grado · Mariano del Friuli · Medea · Monfalcone · Moraro · Mossa · Romans d'Isonzo · Ronchi dei Legionari · Sagrado · San Canzian d'Isonzo · San Floriano del Collio · San Lorenzo Isontino · San Pier d'Isonzo · Savogna d'Isonzo · Staranzano · Turriaco · Villesse
1. ↑  https://demo.istat.it/?l=it.